# Pedro Malón de Chaide
Pedro Malón de Chaide (1530-1589) est un augustin espagnol, disciple de Luis de León. L'ouvrage qu'il a consacré à sainte Marie-Madeleine, est considéré comme un classique de la littérature spirituelle en castillan au Siècle d'or.

## Biographie

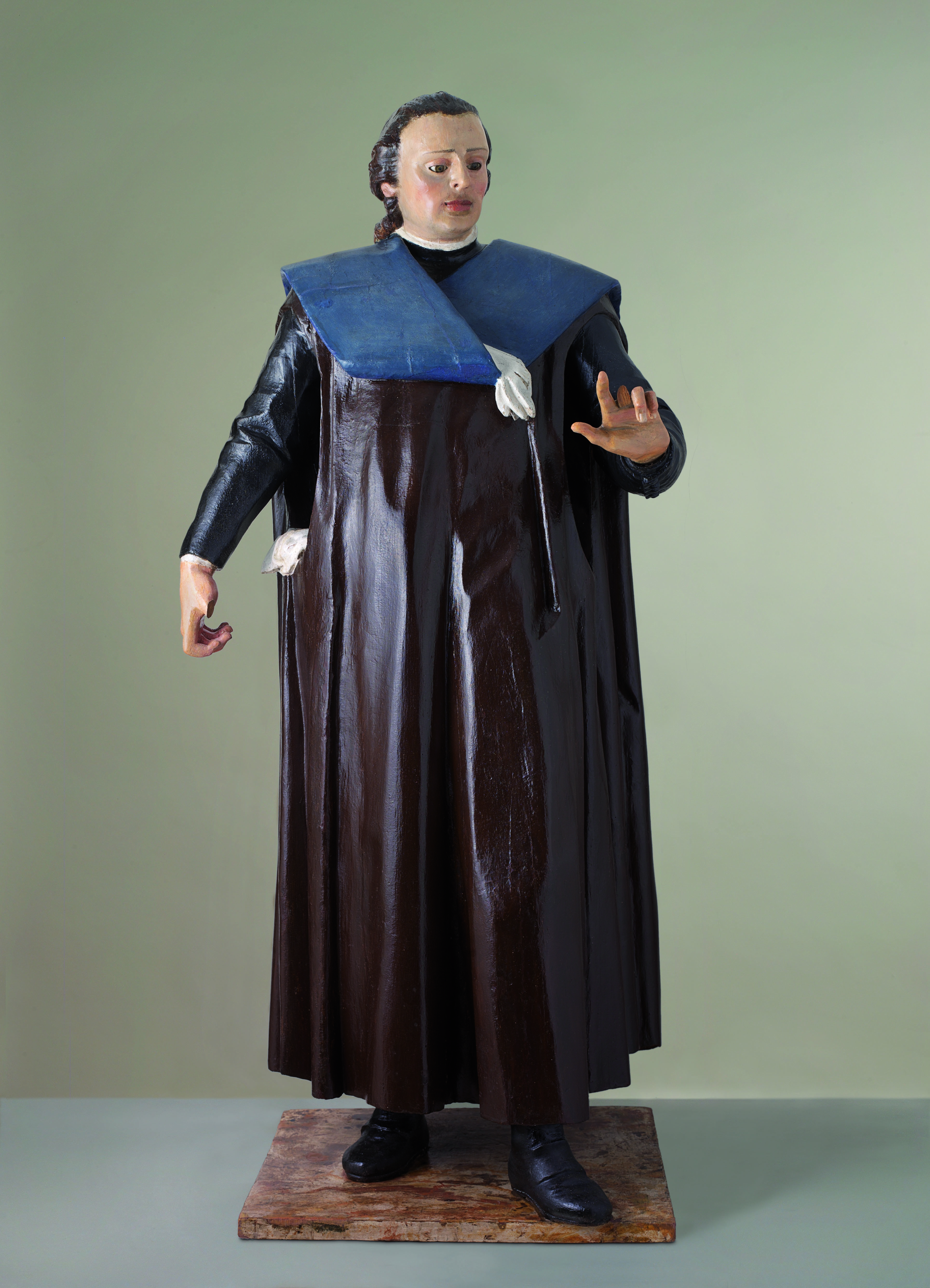
Représentation d'un professeur de l'université de Salamanque (début XVIIe siècle)

Malón de Chaide (ou Echaide) est né dans le royaume de Navarre, à Cascante (diocèse de Tarragone), de Juan Malon, notaire, et Graciana Zapata. Après des études de lettres à l'université de Salamanque, il entre chez les augustins de cette ville, où il fait profession le 27 octobre 1557. Durant sa formation théologique, il marque un intérêt particulier pour les cours de l'augustin Luis de León et du dominicain Juan de Guevarra. De 1569 à 1572, il enseigne au couvent augustin de Burgos, avant de passer de la province de Castille à celle d'Aragon.
En réalité, ce transfert constitue une mesure de prudence. En 1572, l'augustin Alonso Gudiel, professeur d'exégèse à l'université d'Osuna, a trouvé la mort dans les geôles de l'Inquisition. On lui reprochait certaines thèses sur l'Incarnation, qu'il devait soutenir au chapitre provincial de Castille. Or, ces thèses émanaient de l'enseignement de Malon, lequel se met à craindre d'avoir à subir le sort de son confrère, décédé avant d'avoir pu se justifier, ou celui de Luis de León, injustement emprisonné durant cinq ans, quelques années auparavant. D'autant plus qu'il s'agit toujours du même dénonciateur : l'helléniste León de Castro. Aussi Pedro renonce-t-il à publier ses œuvres et cherche-t-il refuge en Aragon.
De 1575 à 1577, il devient ainsi prieur à Saragosse. En même temps que Juan de Tolosa, il réside, entre 1578 et 1583, à Huesca, où il obtient un doctorat en théologie, avant de retourner à Saragosse, où il enseignera à l'université. La qualité de ses cours sur l'Écriture sainte, lui vaut, en 1582, le titre honorifique de maître de l'ordre. Élu définiteur de la province en 1583, il participe à la fondation du monastère Nuestra Señora de Loreto à Huesca, en 1585. Nommé prieur à Barcelone en 1586, il y décède, le 1er septembre 1589, laissant une réputation de professeur, prédicateur, poète et théologien éminent. À l'heure actuelle, il reste fameux en Espagne, comme l'un des premiers représentants du castillan littéraire.

## Spiritualité

### Un parcours ascétique

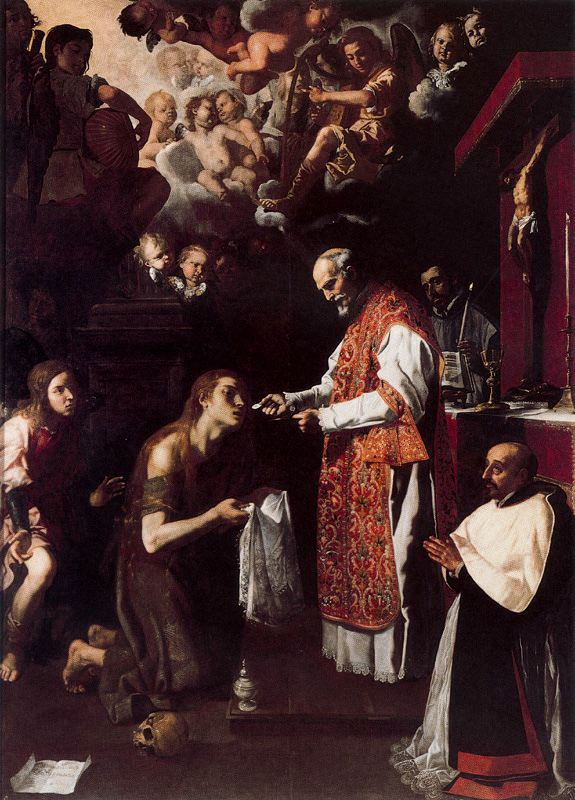
Marie-Madeleine dans l'atmosphère du Siècle d'or espagnol (par Jerónimo Jacinto Espinosa)

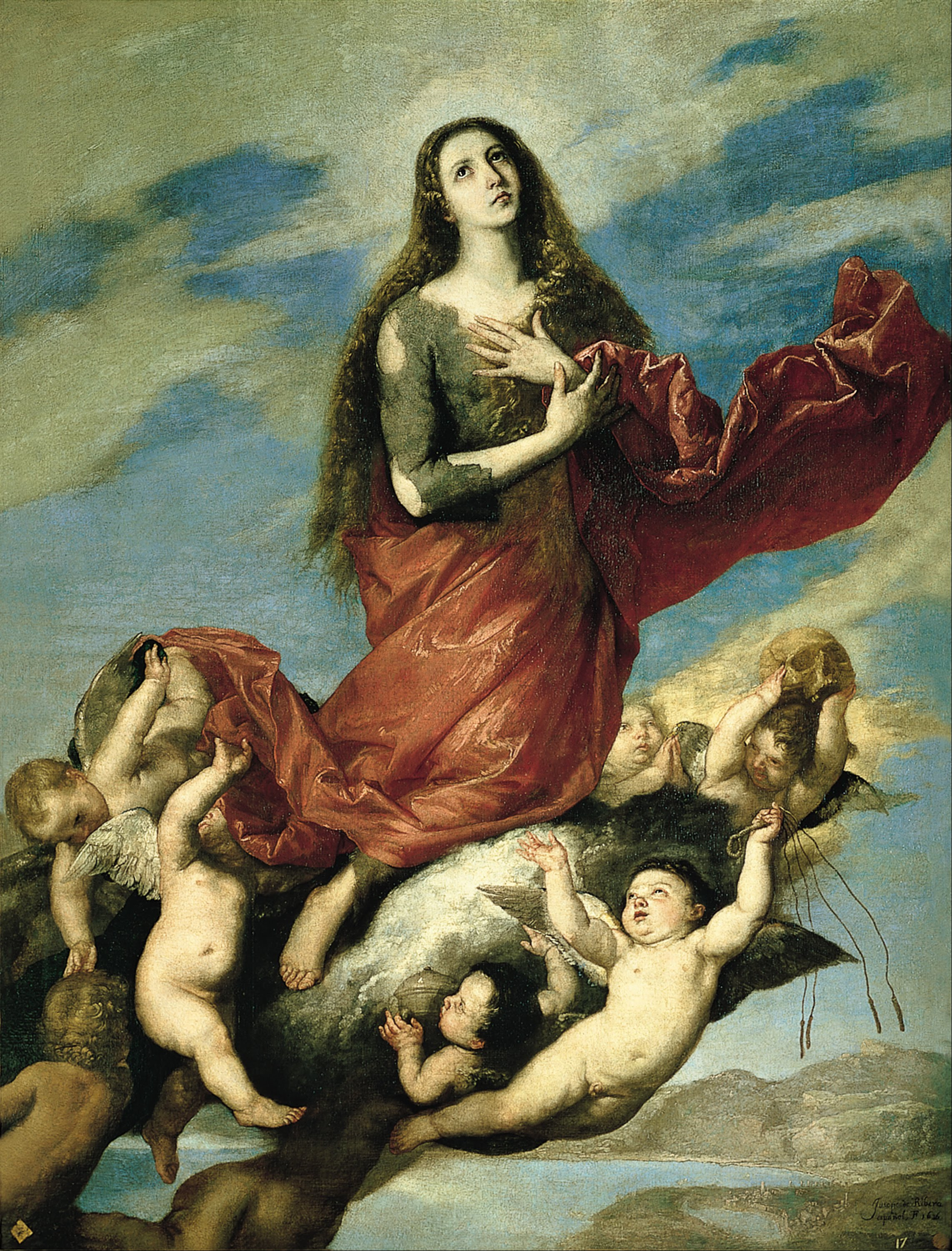
Marie-Madeleine, modèle de l'âme contemplative (par José de Ribera)

En 1588 paraît à Barcelone le Libro de la Conversion de la Magdalena, dont le titre complet indique la volonté de l'auteur de parcourir les trois stades d'un itinéraire vers la sainteté : l'état de pécheresse, l'état de pénitente et l'état de grâce. Aussi Malón envisage-t-il d'abord les raisons pour lesquelles Marie-Madeleine a succombé au péché. Comme le fait n'est pas expliqué dans les évangiles, il se tourne vers la tradition platonicienne des augustins, pour rappeler que les Idées universelles résidant en Dieu, c'est en lui qu'il faut rechercher la source de la vérité, du bien et du beau, qui inspirent le désir et le bonheur d'aimer : l'amour constitue une aspiration authentique de l'être, mais elle manque son objet véritable lorsqu'elle se sépare de Dieu, ce en quoi consiste précisément le péché. Ces considérations philosophiques se relèvent, chez Malón, d'une description haute en couleur de la vie dissolue que mènent les amateurs de billets doux et d'airs de guitare. L'auteur s'intéresse ensuite à la conversion de la sainte : il développe longuement la thématique, en référence à l'expérience spirituelle d'Augustin d'Hippone, pour en conclure que ce type de phénomène constitue un cas extraordinaire qui impressionne ceux qui cherchent à s'expliquer le mystère de la prédestination. À travers sa pénitence, Madeleine démontre son grand amour le Seigneur, et devient ainsi un modèle pour toutes les âmes repentantes et contemplatives. Passant de l'ascèse à la mystique, l'auteur décrit enfin la sainte en état de grâce : le théologien moraliste cède alors la place au maître spirituel, pour célébrer les merveilles de l'union avec Dieu et l'apothéose de Madeleine au Ciel, non sans employer des images empruntées au Cantique des cantiques.

### Un univers culturel
Ce copieux programme est entrecoupés de poésies, pour écarter la satiété et la fatigue. Il s'agit de traduction (souvent paraphrasées) de psaumes, d'extraits des livres bibliques d'Amos ou de Job, d'auteurs classiques latins (Virgile, Ovide et Juvénal) et de deux poésies de Juan de Mena, auteur d'un Laberinto de Fortuna. Autant de compositions dans le style de l'école salmantine : comme Luis de León, Malón de Chaide est un représentant de l'humanisme chrétien, mais ses œuvres ont moins de densité que celles de son professeur, et elles témoignent d'une inspiration plus populaire, qui a pu être définie comme une religiosidad pintorisca. Cultivant l'élégance du style, ces deux auteurs partagent également, avec leur confrère saint Alonso de Orozco, la volonté de proposer des ouvrages spirituels en langue vulgaire. Dans la préface, Pedro souligne d'ailleurs les difficultés rencontrées à ce propos lors de la publication de son ouvrage, et en profite pour faire l'apologie du castillan.

## Postérité
En 1572, Malón a renoncé à publier deux ouvrages, qui sont aujourd'hui perdus. En revanche, en 1899 a paru à Madrid El alma en gracia : Tratado del amor, treize chapitres consacrés à la doctrine augustinienne de l'amour, réalisés par Pedro à partir d'extraits d'auteurs spirituels et de passages du livre sur Marie-Madeleine. De plus, en 1598, un confrère appelé Jeronimo de Saona, a publié à Barcelone deux traités de Malón dans une version arrangée : un Tratado de San Pedro y de San Juan est devenu Discursos predicabiles literales y morales de la Sagrada Scriptura y questiones positivas y escolasticas sobre qual fue mas amado del Señor, Sant Pedro o Sant Juan Evangelista; et un Libro de todos los santos s'est changé en Jerarquia celestial y terrena y sibolo de los nueve estados de la iglesia militante con los nueves coros de angeles de la Triunfante. il convient d'ajouter que les compositions poétiques du Libro de la Conversion sont parfois éditées à part.